# Nothobranchius interruptus
Nothobranchius interruptus là một loài cá thuộc họ Aplocheilidae. Nó là loài đặc hữu của Kenya. Các môi trường sống tự nhiên của chúng là swamps and đầm lầy nước ngọt.